# Arık
Arık (Koerdisch/Zazaki: Arix) is een dorp in het Turks district İmranlı in de provincie Sivas. Het dorp Arık is rond 1928 opgericht. Het dorp ligt ongeveer 33 km ten noordoosten van de stad İmranlı en 133 km ten noordoosten van de stad Sivas.

## Geschiedenis
Op 27 december 1939 overleden 75 inwoners van het dorp Arık als gevolg van de aardbeving in Erzincan.

## Bevolking
In het dorp wonen vooral alevitische Zaza, die tot de Koçgiri-stam (Koerdisch: Qoçgirî) behoren. Er wonen daarnaast kleinere aantallen etnische Turkomannen, die net als de Zaza ook het alevitisme aanhangen, de zogenaamde Geygel Türkmenler. In de 21e eeuw leeft slechts echter een klein deel van de oorspronkelijke bevolking nog permanent in het dorp; de rest van de oorspronkelijke bevolking is naar West-Europa en naar grotere Turkse steden, zoals Istanboel en Ankara, gemigreerd. 
| Jaar | Totaal | Mannen | Vrouwen |
| ---- | ------ | ------ | ------- |
| 2019 | 112    | 53     | 59      |
| 2012 | 95     | 50     | 45      |
| 1997 | 108    |        |         |
| 1990 | 249    |        |         |
| 1985 | 397    |        |         |
| 1975 | 450    | 206    | 244     |
| 1970 | 571    | 260    | 311     |
| 1960 | 750    | 332    | 418     |
| 1955 | 720    | 323    | 397     |
| 1950 | 397    |        |         |